# 近鐵御所站

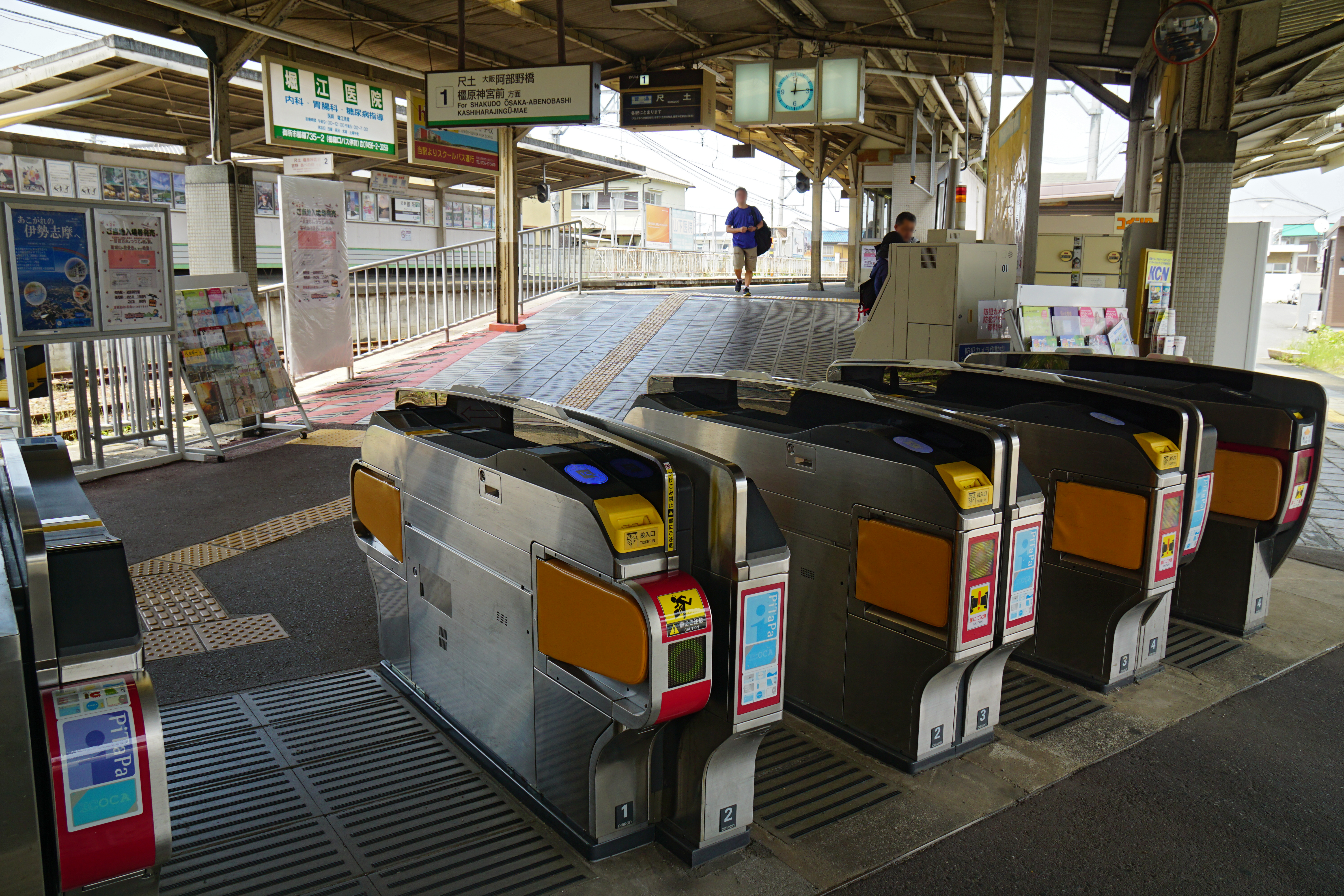
驗票口 (2017年5月)

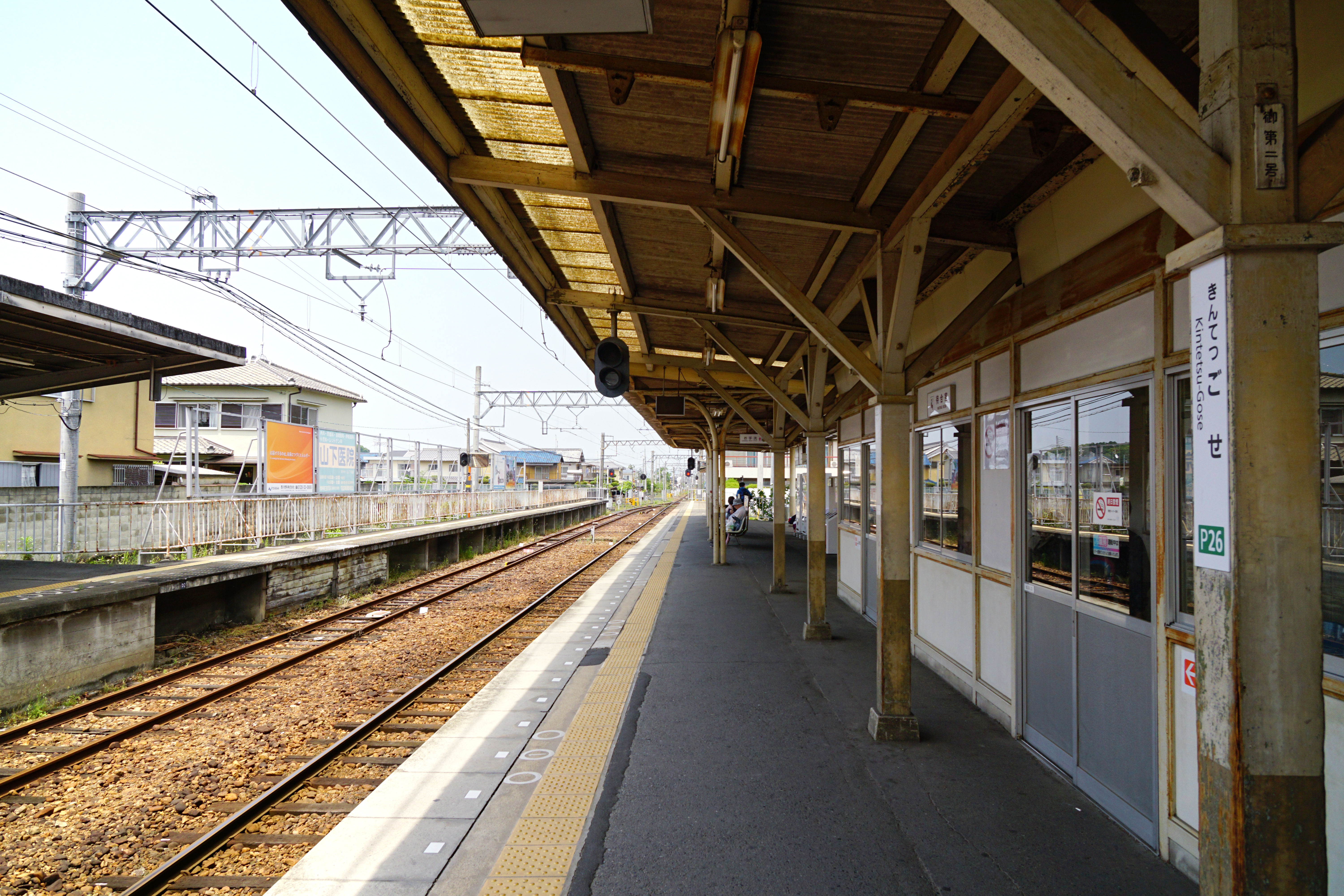
月台 (2017年5月)

近鐵御所站（日语：／ Kintetsu-Gose eki */?）是位於日本奈良縣御所市末廣町，屬於近畿日本鐵道（近鐵）御所線的鐵路車站。車站編號為P26。

## 歷史
- 1930年（昭和5年）12月9日 - 南和電器鐵道開通，本站開業，當時的站名為南和御所町站[1]。
- 1944年（昭和19年）
  - 4月1日 - 關西急行鐵道與南和電器鐵道合併[2]。本站成為關西急行鐵道御所線的車站，站名改稱為關急御所站[3]。
  - 6月1日 - 由於戰時統合，關西急行鐵道與南海鐵道（現在的南海電氣鐵道前身。之後再次獨立）合併[2]。成為近畿日本鐵道御所線的車站，改稱為近畿日本御所站[1]。
- 1970年（昭和45年）3月1日 - 改稱為近鐵御所站[1]。
- 2007年（平成19年）4月1日 - 可使用PiTaPa乘車[4]。

## 車站構造
本站為側式月台2面2線的地面車站。月台長度可容納4節車廂。此站雖然是終點站，但並未採用港灣式月台。拖上線位於裡側，為南和電器鐵道時代計畫延伸至五條的殘餘痕跡。站房位於1號月台東側，與2號月台間透過站內平交道連通。

### 月台配置
| 月台 | 路線   | 目的地                            |
| ---- | ------ | --------------------------------- |
| 1・2 | 御所線 | 往 尺土、大阪阿部野橋、橿原神宮前 |

本站由高田市站管理，有站務員進駐。

## 使用狀況
近年1日上下車人次調査結果如下。
- 2015年11月10日：3,430人
- 2012年11月13日：3,819人
- 2010年11月9日：3,938人
- 2008年11月18日：4,238人
- 2005年11月8日：4,595人

### 上車人次
近年1日平均上車人次統計如下表。
| 年度               | 1日平均 上車人次 |
| ------------------ | ---------------- |
| 1995年（平成7年）  | 4,217            |
| 1996年（平成8年）  | 4,094            |
| 1997年（平成9年）  | 3,826            |
| 1998年（平成10年） | 3,621            |
| 1999年（平成11年） | 3,366            |
| 2000年（平成12年） | 3,375            |
| 2001年（平成13年） | 3,232            |
| 2002年（平成14年） | 3,005            |
| 2003年（平成15年） | 2,902            |
| 2004年（平成16年） | 2,859            |
| 2005年（平成17年） | 2,838            |
| 2006年（平成18年） | 2,777            |
| 2007年（平成19年） | 2,663            |
| 2008年（平成20年） | 2,622            |
| 2009年（平成21年） | 2,507            |
| 2010年（平成22年） | 2,458            |
| 2011年（平成23年） | 2,372            |
| 2012年（平成24年） | 2,317            |
| 2013年（平成25年） | 2,242            |
| 2014年（平成26年） | 2,191            |
| 2015年（平成27年） | 2,110            |
| 2016年（平成28年） | 2,048            |
| 2017年（平成29年） | 1,973            |
| 2018年（平成30年） | 1,910            |

## 車站周邊
- 御所警察廳舍（舊御所警察署）
  - 近鐵御所站前派出所
- 御所郵局
- 御所市役所
- 濟生會御所醫院
- 御所站（JR和歌山線） - 往東徒步約5分
- 鴨都波神社 - 往南徒步約8分
- 奈良縣立青翔中学校・高等學校 - 往南徒步約10分

### 公車路線

#### 奈良交通
| 月台 | 系統                               | 目的地                       | 主要行經地                                       | 備註               |
| ---- | ---------------------------------- | ---------------------------- | ------------------------------------------------ | ------------------ |
| 1    | 特急301                            | 新宮站                       | 鴨公溫泉、五條巴士中心、十津川、湯之峰溫泉       |                    |
| 1    | 60、163                            | 五條巴士中心                 |                                                  |                    |
| 1    | 66                                 | 五條巴士中心                 | Techno中央通東                                   |                    |
| 1    | 70                                 | 五條巴士中心                 | 鴨公溫泉                                         |                    |
| 2    | 夜行高速巴士「大和號」 五條→新宿線 | 新宿・京王廣場大飯店         |                                                  | 與關東巴士共同營運 |
| 2    | 特急302                            | 大和八木站                   | 高田市站、醫大醫院                               |                    |
| 2    | 161                                | 八木站                       | 高田市站、醫大醫院                               |                    |
| 2    | 60、65、70、76                     | 近鐵大和高田站               | 高田市站                                         |                    |
| 2    | 163                                | 忍海                         |                                                  | 只有平日營運       |
| 3    | 80                                 | 葛城索道線前                 |                                                  |                    |
| 3    | 88                                 | 葛城索道線前                 | 小林                                             |                    |
| 4    | 30                                 | 大和八木站                   | 郡界橋、橿原神宮前站（西口・中央口）、醫大醫院前 | 只有平日營運       |
| 4    | 31                                 | 橿原神宮前站（西口・中央口） | 郡界橋                                           |                    |

#### 御所市社區公車
- 西線　往 老人福祉中心／鴨公溫泉（經由掖上站、吉野口站）
- 東線　往 老人福祉中心／鴨公溫泉

## 相鄰車站
近畿日本鐵道
 御所線
■準急、■普通（準急只有在上行路線行駛）
忍海 （P25） － 近鐵御所 （P26）